# ياسونوري ماتسموتو
ياسونوري ماتسموتو (松本保典 ماتسموتو ياسونوري) هو ممثل ياباني ولد في 7 فبراير 1960 في تشيبا.

## أدواره في الأنمي

### مسلسلات أنمي تلفزيونية
- سلايرز - غاوري غابرييف
- سلايرز نكست - غاوري غابرييف
- سلايرز تراي - غاوري غابرييف
- سلايرز ريفولوشن - غاوري غابرييف
- سلايرز إيفولوشن-آر - غاوري غابرييف
- إينيشال دي Second Stage - واتارو أكياما
- إينيشال دي Fourth Stage - واتارو أكياما
- إينيشال دي Fifth Stage - واتارو أكياما
- خيميائي الفولاذ - جين هافوك، دولشيتو
- جت باكرز - وان بول
- لاف هينا - نورياسو سيتا
- جرافيتيشن - هيروشي ناكانو
- إيوريكا سفن - ستونر
- ترينيتي بلاد - فيرجيل والش
- يو يو هاكوشو - تويا
- البدلة المتنقلة جاندام 00 - أليخاندرو كورنر
- الجندي السريع بورغمان - ريو
- الماسة الزرقاء - فرد طاقم السنديانة
- سول إيتر - الهولندي الطائر
- ساندز أوف ديستراكشن - زعيم القطط
- عندما تبكي حشرة الليل - إيتشيرو مايبارا
- زامد الذكرى الضائعة - كاكيسو
- وولفز راين - حصان
- داركر ذان بلاك -المقاول الأسود- - غاي كوراساوا
- داركر ذان بلاك -جوزاء النيزك- - غاي كوراساوا
- البدلة المتنقلة جاندام سيد - هاروما ياماتو
- هيرومان - دكتور مينامي
- المحقق كونان - يوزو توميزاوا (جريمة قتل "التوائم الثلاثة")
- صيد الأرواح الإلهية - تاكاهيتو كوماغوسو
- المقاتل النبيل - جاكي برايانت
- المتحري الروحي ياكومو - غنيتشيرو ساكاكيبارا
- نشأة الآليين - زيدان
- فتاة الأمواج و فتى الشباب - ياماموتو
- بليد - إيكيدا
- المنافس الشرس كايجي - تاكيشي فوروهاتا
- أن-غو - كانكيتشي أوكاموتو
- ماغي: The Labyrinth of Magic - بركاك
- سلسلة مونوغاتاري الموسم الثاني - والد مايوي هاتشيكوجي
- لوست يونيفرس - ناشر الظلام
- كاراكوري كيدن هيو سنكي - هارادا سانوسكي، كوروغاني
- تيلز أوف ذي أبيس - غاي سيسيل
- مغامرة جوجو الغريبة: ستارداست كروسيدرز - أنوبيس
- معرض الفن المزيف - جون سيكيني
- بوكيمون - داني، بيير
- أوف سايد - أودا
- آن شيرلي - ماثيو كوثبيرت

### أوفا أنمي
- لاف هينا Again - نورياسو سيتا
- القنفذ سونيك: الفيلم - ناكلز
- الأسطورة المقدسة -ريغفيدا- - كوجاكو

### أفلام أنمي
- إينوياشا: سيف السيطرة على العالم - ستسنا نو تاكيمارو
- فيلم خيميائي الفولاذ: محتل شامبالا - جين هافوك
- فيلم البدلة المتنقلة جاندام 00: أ ويكينينج أوف ذا تريلبليزر - أليخاندرو
- ستاند باي مي دورايمون - والد نوبيتا نوبي

## أدواره في ألعاب الفيديو
- سلسلة كينجدوم هارتس
  - كينجدوم هارتس - هرقل
  - كينجدوم هارتس 2 - هرقل
- تيلز أوف ذي أبيس - غاي سيسيل
- تيلز أوف ذا وورلد: ريف يونايتيا - غاي سيسيل
- موبيل سوت جاندام سيد: نيفر إندينج تومورو - إدوارد هاريلسون
- البدلة المتنقلة جاندام سيد ديستني: جينيريشن أوف كوزميك إيرا - إدوارد هاريلسون

## أدواره في الدبلجة اليابانية
- باتمان - ديك غرايسن/نايتوينغ
- الفانوس الأخضر - هال جوردان
- التدفق البعيد - رودي سانت جيمز
- ليموني سنيكتس:سلسلة من الأحداث المأساوية - الراوي/ليموني سنيكت
- فوق - شهد
- هي - ثيودور تومبلي
- جاك وجيل - جاك سادلستين، جيل سادلستين

## وصلات خارجية
- ياسونوري ماتسموتو على موقع IMDb (الإنجليزية)
- ياسونوري ماتسموتو على موقع ميوزك برينز (الإنجليزية)
- ياسونوري ماتسموتو على موقع قاعدة بيانات الفيلم (الإنجليزية)
- ياسونوري ماتسموتو على موقع ANN person (الإنجليزية)